# 幻想嘉年華
《幻想嘉年華》（英語：Carnival Phantasm）是TYPE-MOON10周年纪念动画，部分改编自武梨繪里創作的二次同人漫畫選集《TAKE MOON》。
第一卷于2011年8月14日发售，第二卷于2011年10月28日发售，第三卷于2011年12月31日发售。出场人物主要为月姬、歌月十夜、MELTY BLOOD、Fate/stay night、Fate/hollow ataraxia等作品中的角色。在第三季最后一话片尾曲后出现了TYPE-MOON已发售作品中的人物（以上兩作以及Fate/Zero、空之境界等），全片结束前有《Fate/Prototype》沙条绫香的短暂声音。
來自《Fate/stay night》之角色聲優陣容與原作基本保持一致；出自《月姬》之角色並沒有採用動畫版聲優，而是選用同人格鬥遊戲《MELTY BLOOD》之聲優。
第一卷第4话的约会作战有一个分支，在TYPE-MOON官方网站上于2011年8月19日至9月15日投票选择支路，票数多的一方的动画将被收录进第三卷中。最终结果为两主角选择与所有女主角约会，获得被公主与Saber以月蚀（待考）及Excalibur攻击，远野志贵携卫宫士郎回到女仆琥珀的试验机器中结束。
續作Fate／Grand Carnival在2021年7月17日由台灣myVideo、HamiVideo、friDay影音、KKTV、巴哈姆特動畫瘋播出。

## 單行本
皆由一迅社《ID Comics》刊行/DNA Media Comics發售。
TAKE MOON
2004年6月25日發售（ISBN 978-4758001885）
TYPE-MOON作品《月姬》系列與《Melty Blood》系列同人作品的共演作品集。
TAKE MOON 2
2006年8月9日發售（ISBN 978-4758003360）
TYPE-MOON作品擴充前卷內容與《Fate/stay night》系列同人作品的共演作品集。
TAKE MOON 特別版
2011年11月26日發售（ISBN 978-4758062824）

## TCG CARD GAME
1. Precrious Memories 幻想嘉年華Tcg card game，2012年4月27日發售
2. 由於反應熱烈，並於10月推出強化包（簡稱救世包）。

## 制作人员
- 原作：TAKE MOON（武梨繪里）
- 策划：武内崇、奈須蘑菇
- 导演：岸誠二
- 剧本：上江洲誠
- 角色设计：森田和明、廣瀬智仁
- 总作画监督：森田和明
- 美术监督：下山和人
- 色彩设计：柳澤久美子
- 摄影监督：塩見和欣
- 编集： 田村ゆり
- 音响监督：飯田里樹
- 音乐：高梨康治
- 制片：竹内友崇、福良啓、比嘉勇二
- 动画制作：Lerche
- 製作：TYPE-MOON、製作委員会 / Notes、ラルケ、Bandai Visual

## 登場人物

### Fate系列作登場角色
衛宮 士郎（Shirou Emiya，聲優：杉山紀彰；野田順子（幼年））
Saber（聲優：川澄綾子）
遠坂 凜（Rin Tohsaka，聲優：植田佳奈）
間桐 櫻（Sakura Matou，聲優：下屋則子）
Archer（聲優：諏訪部順一）
Berserker（聲優：西前忠久）
Rider（聲優：淺川悠）
Assassin（聲優：三木真一郎）
Caster（聲優：田中敦子）
Lancer（聲優：神奈延年）
吉爾伽美什（Gilgamesh，聲優：關智一；遠藤綾（幼年））
伊莉雅蘇菲爾・馮・愛因茲貝倫（Illyasviel von Einzbern，聲優：門脇舞以）
間桐 慎二（Shinji Matou，聲優：神谷浩史）
葛木 宗一郎（Souichirou Kuzuki，聲優：中多和宏）
言峰 綺禮（Kirei Kotomine，聲優：中田讓治）
間桐 臟硯（Souken Matou，聲優：津嘉山正種）
藤村 大河（Taiga Fujimura，聲優：伊藤美紀）
柳洞 一成（Issei Ryudou，聲優：真殿光昭）
卡蓮・赫特希亞（Caren Hortensia，聲優：小清水亞美）
巴婕特‧法迦‧克米茲（Bazett Fraga Mcremitz，聲優：生天目仁美）
Saber Lion（聲優：川澄綾子）
紅Saber（聲優：丹下櫻）
莉茲里特（Leysritt，聲優：宮川美保）
莎拉（Sella，聲優：寺田春日）

### 月姬登場角色
遠野志貴（Shiki Tohno，聲優：野島健兒；小林由美子（幼年））
愛爾奎特‧布倫史達特（Arcueid Brunestud，聲優：柚木涼香）
希翁‧艾爾多娜‧亞特拉斯（Sion Eltnam Atlasia，聲優：夏樹莉緒）
希耶爾（Ciel，聲優：佐久間紅美）
遠野秋葉（Akiha Tohno，聲優：一美）
翡翠（Hisui，聲優：松來未祐）
琥珀（Kohaku，聲優：高野直子）
弓塚五月（Satsuki Yumizuka，聲優：南央美）
有間都古（Miyako Arima，聲優：倖月美和）
尼祿‧卡歐斯（Nrvnqsr Chaos，聲優：中田讓治）
米海爾‧羅亞‧巴爾達庸（Michael Roa Valdamjong，聲優：成田劍）
莉茲拜斐‧史翠恩德伐利（Riesbyfe Stridberg，聲優：渡邊明乃）
蒼崎青子（Aoko Aozaki，聲優：三石琴乃）
蓮（Ren，聲優：水橋香織）
白蓮（White Ren，聲優：水橋香織）
七子（Seven，聲優：戶松遙）
熊猫师匠（Master Panda，聲優：野島健兒）

### 魔法使之箱登場角色
日比乃響（聲優：本多陽子）
桂木千鍵（聲優：仙台惠理）
手機先生（聲優：岸尾大輔）

### 亞涅爾貝（Ahnenerbe）登場角色
貓姬（Neco-Arc，聲優：柚木涼香）
混沌貓姬（Neco-Arc Chaos，聲優：中田讓治）
泡沫貓姬（Neco-Arc Bubbles，聲優：佐久間紅美）
命運貓姬（Neco-Arc Destiny，聲優：田中敦子）
進化貓姬（Neco-Arc Evolution，聲優：野島健兒）

### 其他登場角色
聖杯君（聲優：下屋則子）
白色月姫（Phantas-Moon，聲優：柚木涼香）

## 主题曲
片头曲《超級☆情感（すーぱー☆あふぇくしょん）》
作詞：畑亜貴
作曲、編曲：太田雅友
演唱：栗林美奈实、桥本美雪、飞兰、美乡秋、yozuca*、rino
片尾曲
《Fellows》
作詞：芳賀敬太
作曲：KATE
編曲：黒須克彦
演唱：远藤正明
《FINAL DEAD LANCER》（第11話）
高梨康治

## 各話标题
| 卷             | 话             | 日文标题                  | 中文標題 | 劇本     | 分镜                                  | 演出                       | 动画导演                            |
| -------------- | -------------- | ------------------------- | --- | -------- | ------------------------------------- | -------------------------- | ----------------------------------- |
| 1st Season     | 第1話          |                           | 第5次 魔術師大激突 聖杯戰爭 | 上江洲誠 | 岸誠二                                | 岸誠二                     | 廣瀨智仁                            |
| 1st Season     | 第2話          |                           | 心跳☆Melty Blood | 上江洲誠 | 松本剛彦                              | 唐戶光博 糸賀慎太郎        | 網嵜涼子 成川多加志                 |
| 1st Season     | 第3話          |                           | 哪裡都是白日夢 - 長伴你身邊 - 向陽之夢 | 上江洲誠 | 松本剛彦 岸誠二 政木伸一 柳瀨雄之     | 糸賀慎太郎 石田暢          | 成川多加志 廣瀨智仁                 |
| 1st Season     | 第4話          |                           | 心跳心跳約會大作戰 - 魔法使討厭機器 - 心跳心跳約會大作戰 | 上江洲誠 | 佐南善行 木村真一郎 政木伸一 松本剛彦 | 糸賀慎太郎 唐戶光博        | 網嵜涼子 杉本功                     |
| 2nd Season     | 第5話          |                           | Berserker的初次跑腿 | 上江洲誠 | 松本剛彦 柳瀬雄之                     | 唐戶光博 石田暢 糸賀慎太郎 | 杉本功 松本剛彦 廣瀨智仁 成川多加志 |
| 2nd Season     | 第6話          |                           | 型月晨間小說連續劇 櫻 | 上江洲誠 | 柳瀨雄之 佐南善行 松本剛彦            | 石田暢 糸賀慎太郎 唐戶光博 | 廣瀨智仁 網嵜涼子                   |
| 2nd Season     | 第7話          |                           | 萬能禮物 - 通 - 麥奇（Magi）的禮物 ~Love Fate~ | 上江洲誠 | 政木伸一 佐南善行 木村真一郎          | 糸賀慎太郎                 | 網嵜涼子                            |
| 2nd Season     | 第8話          |                           | 工作的Saber - 野生的王者 - 工作的Saber | 上江洲誠 | 政木伸一                              | 石田暢                     | 廣瀨智仁                            |
| 3rd Season     | 第9話          | SEIHAI GRANDPRIX 聖杯くん | SEIHAI GRANDPRIX 聖杯君 | 上江洲誠 | 松本剛彦                              | 唐戶光博                   | 竹上貴雄                            |
| 3rd Season     | 第10話         |                           | 洗腦偵探返老還蘿莉 - 返老還蘿莉 - 洗腦偵探翡翠 月貓村不可能連續殺人事件!? -藏於巫女之舞中的悲戀- - 洗腦偵探翡翠 鋼鐵叢林殺人事件!? 咦?!鋼筋襲擊人? - 洗腦偵探翡翠 超豪華客船大爆破 -300的悲劇- 聖杯君 | 上江洲誠 | 政木伸一 木村真一郎                   | 石田暢                     | 廣瀨智仁                            |
| 3rd Season     | 第11話         | FINAL DEAD LANCER         | FINAL DEAD LANCER | 上江洲誠 | 松本剛彦                              | 石田暢                     | 網嵜涼子                            |
| 3rd Season     | 第12話         |                           | 心跳心跳約會大作戰 解答篇 | 上江洲誠 | 福島利規 政木伸一                     | 福島利規 岸誠二            | 廣瀨智仁                            |
| EX Season      | EX Season      |                           | 序章 是朋友 激進☆卡蓮 超級集合貓戰隊五蓮喵 白色月姫Phantas Moon THE MOVIE 是尼祿 是挑戰書 月蝕 | 上江洲誠 | 政木伸一                              | 糸賀慎太郎                 | 廣瀨智仁                            |
| Special Season | Special Season |                           | 琥珀ACE | 經驗值   | 經驗值                                | 經驗值                     | 經驗值                              |
| Special Season | Special Season |                           | HIBICHIKA特別篇 | 上江洲誠 | 政木伸一                              | 野亦則行                   | 廣瀨智仁                            |
| Special Season | Special Season |                           | 心跳心跳約會大作戰 和女主角約會篇 | 上江洲誠 | 福島利規                              | 福島利規                   | 廣瀨智仁                            |
| 映像特典       | 映像特典       | Fate/Prototype            | Fate/Prototype | 上江洲誠 | 岸誠二 小倉陳利 松本剛彦              | 九十九十一                 | 森田和明 松本剛彦                   |

### 迷你篇章
アーネンエルベ / オープニング / ジャンクション
ネコアルクたちによるショートコーナー。本編の導入や解説などを担っている。たまに本編に進出する事もある。
搭枱
月姫シリーズのキャラクターとFateシリーズのキャラクターが、喫茶店アーネンエルベで邂逅を果たす。
白色月姫Phantas Moon（白き月姫 ファンタズムーン）
第1話〜第6話。テレビアニメ『白き月姫 ファンタズムーン』。ファンタズムーンが怪人を倒す本編と、嘘次回予告で構成されている。EX Seasonでは劇場版アニメとして収録。
放課後★小巷子同盟（放課後★路地裏同盟）
第2話〜第4話、Special Season。さつき・シオン・リーズバイフェの3人「路地裏同盟」によるトリオ漫才。三咲町で公演しているという設定。
ちょいつき
EX Season。月姫キャラによるショートストーリー。
聖杯君（聖杯くん）
聖杯くんを主体とした『哆啦A夢』のパロディ作品。第11話には本編中に聖杯くんが登場。
老虎道場（タイガー道場）
胴着を着た大河と体操着を着たイリヤのFateシリーズ恒例の掛け合い漫才コーナー。真次回予告としているが予告らしいことはしていない。2巻ではEXTRAの發售が延期になったせいで赤セイバーも登場。
尾聲
3rd Seasonに収録。カーニバルファンタズムの打上げをアーネンエルベで行っている設定。本編登場キャラの他に《Fate/Zero》、《空之境界》、《鋼之大地》のキャラも登場。
コハエース
Special Seasonに収録。SDのコハエースキャラが登場。青セイバーの出演料や食費、さらに赤セイバーまで呼んだせいで予算がなくなる。
ひびちかスペシャル
Special Seasonに収録。「まほうつかいの箱」キャラがメイン。

## 影碟
Carnival Phantasm 1st Season
2011年8月14日發售（コミックマーケット80で先行販売）
第1話〜第4話收錄。音声特典「教えて!知得留先生」
初回特典：TYPE-MOON10周年記念画集「catalogue」、本篇DVD
コミックマーケット80では会場特典として描き下ろしサイン色紙とテレホンカードセットが付属
Carnival Phantasm 2nd Season
2011年10月28日發售
第5話〜第8話收錄。映像特典「有聲 風雲伊莉雅城（音声付 風雲イリヤ城）」、音声特典「はばたけ!タイガー道場」、「バーサーカーのせいたい」
初回特典：本篇資料集「CP讀本」、本篇DVD
Carnival Phantasm 3rd Season
2011年12月31日發售
第9話〜第12話收錄。音声特典・「ときめけ!ひびちかぽすと」。特別映像「Fate/Prototype」BD封入兩套。同梱「Fate/Prototype」的設定集「Prototype/material」。
初回特典：武梨繪里畫製全卷收納BOX、PC遊戲軟件『MELTY BLOOD Actress Again Current Code』ver1.07、本篇DVD
Carnival Phantasm EX Season
2011年11月26日發售 (ISBN 978-4758062824)
「TAKE MOON 特別版」附帶的OAD。本篇動畫20分鐘，收錄特典映像「遠野秋葉は悩んでいる」。
Carnival Phantasm Special Season
2013年1月16日發售
於Type-Moon 十周年活動「Type Moon Fes.」中播映，及後收錄於該活動的影碟套裝內。
Carnival Phantasm Complete Edition
2015年4月30日發售 (ISBN 978-4758062824)
收錄第1話〜第12話，EX Season，Special Season ，Fate/Prototype OVA 及特典「有聲 風雲伊莉雅城（音声付 風雲イリヤ城）」、「オープニング(ノンテロップver.)」、「エンディング(ノンテロップver.)」、PV集、TVCM集。

## 播映平台
| 頻道/影音      | 所在地 | 播出日期        | 播出時間      | 備註 |
| -------------- | ------ | --------------- | ------------- | ---- |
| myVideo        | 臺灣   | 2021年7月17日－ | 星期六 00：00 |      |
| HamiVideo      | 臺灣   | 2021年7月17日－ | 星期六 00：00 |      |
| friDay影音     | 臺灣   | 2021年7月17日－ | 星期六 00：00 |      |
| KKTV           | 臺灣   | 2021年7月17日－ | 星期六 00：00 |      |
| 巴哈姆特動畫瘋 | 臺灣   | 2021年7月17日－ | 星期六 00：00 |      |

## 附註
1. ↑   （中文）.
2. ↑  奈須きのこ書き下ろしのキャラクターコメンタリー。キャストは知得留先生（声 - 佐久間紅美）とネコアルク（声 - 柚木涼香）。
3. ↑  星空めてお書き下ろしのキャラクターコメンタリー。キャストは藤村大河（声 - 伊藤美紀）とイリヤスフィール・フォン・アインツベルン（声 - 門脇舞以）。
4. ↑  第5話のキャラクターコメンタリー。キャストは衛宮士郎（声 - 杉山紀彰）とイリヤスフィール・フォン・アインツベルン（声 - 門脇舞以）。
5. ↑  OKSG書き下ろしのキャラクターコメンタリー。キャストは日比乃ひびき（声 - 本多陽子）と桂木千鍵（声 - 仙台エリ）とケータイさん（声 - 岸尾だいすけ）

## 外部連結
- http://www.typemoon.com/products/cp/index.html （页面存档备份，存于）（日語）